# Transports en Papouasie-Nouvelle-Guinée
Le transport en Papouasie-Nouvelle-Guinée est limité et entravé par plusieurs facteurs géographiques, terrain montagneux, présence de forêts tropicales humides et de zones marécageuses difficilement franchissables, fragmentation du pays en plusieurs îles et dispersion de la population dans des zones faiblement peuplées. Le fait qu'il s'agisse d'un pays aux ressources financières très limitées n'a pas aidé à mettre en place un réseau de transport efficace.
La capitale, Port Moresby n'est reliée à aucune autre ville d'importance par la route, beaucoup de localités des hautes terres sont seulement accessibles par avion ou par la marche.

## Transport aérien

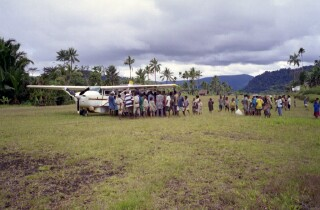
Aérodrome de la petite localité de Haia dans la province des Eastern Highlands.

Le transport aérien à une importance primordiale en Papouasie, la construction d'aérodromes a permis durant la période coloniale d'ouvrir l'intérieur des terres restées durant des millénaires extrêmement isolées au reste du monde. Encore au XXIe siècle les deux plus grandes villes, Port Moresby et Lae ne sont reliées que par la voie des airs. Certaines églises protestantes gèrent leurs propres services de transport aérien par avionnettes. Dans l'ensemble du pays on compte en 2007 578 aérodromes dont vingt-et-un aéroports équipés de pistes en dur
Le pays n'est en revanche que très imparfaitement relié à l'extérieur par les airs. La principale compagnie aérienne permettant de sortir ou d'entrer en Papouasie-Nouvelle-Guinée est Air Niugini la compagnie nationale qui assure plusieurs liaisons avec l'Australie (principalement le Queensland voisin et a ouvert des lignes desservant le Japon, Singapour, Hong Kong et les Îles Salomon. Plusieurs autres compagnies assurent la liaison avec l'Australie telles Airlines PNG mais il existe globalement extrêmement peu de liaisons avec l'extérieur et en particulier aucune avec la nation voisine d'Indonésie.

## Transport routier

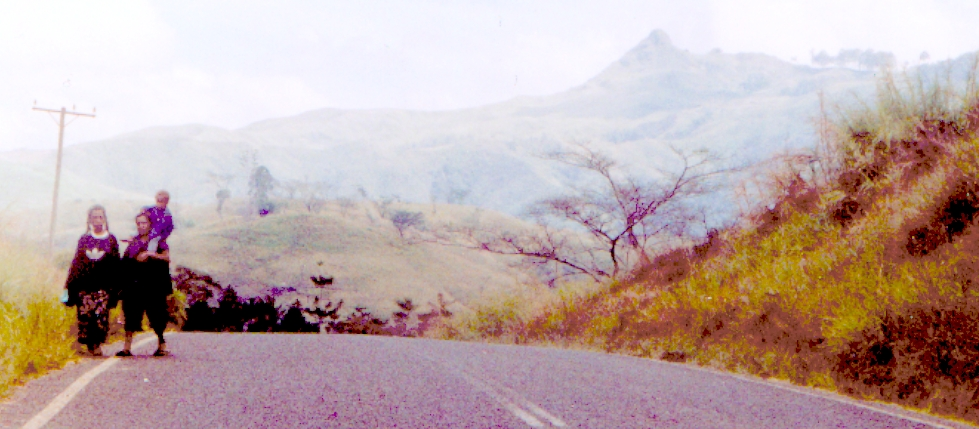
La Highlands highway dans la province des Eastern Highlands

La Papouasie-Nouvelle-Guinée compte officiellement un total de 19 600 km de voies routières mais seuls 686 km sont asphaltés. Le maillage routier est très parcellaire ne permettant pas la constitution d'un vrai réseau routier à l'échelle nationale permettant de relier entre elles les plus grandes villes du pays.
La plus longue route du pays est la Highlands highway qui relie Lae et Madang sur la côte à la région des Hautes-Terres densément peuplée. La Boluminski Highway connecte Kavieng à Namatanai sur l'île de Nouvelle-Irlande. La Kiunga-Tabubil Highway financée et gérée par la compagnie minière Ok Tedi Mining Limited  longue de 137 km permet d'assurer la desserte de la mine Ok Tedi dans la région très reculée de Western Province. Une route reliant  Wewak dans la province de East Sepik à Vanimo a été achevée en 2007 et de là une route permet de relier la ville de Jayapura située en Nouvelle-Guinée occidentale sous souveraineté indonésienne toute proche. C'est la seule manière de franchir la frontière entre les deux pays.
L'absence généralisée de transports publics est suppléée par l'existence d'une multitude de minivans appartenant à des particuliers qui servent de transports collectifs.

## Transport ferroviaire
La Papouasie-Nouvelle-Guinée ne dispose d'aucune ligne de chemin de fer en fonctionnement bien que sur certains sites miniers il existe des voies de chemin de fer désaffectées. Durant la période coloniale allemande au début du XXe siècle plusieurs voies ferrées d'exploitation desservant des plantations avaient été construites, particulièrement à Rabaul et à Madang. Mais, après le passage de la colonie allemande sous le contrôle de l'Australie à la suite de la Première Guerre mondiale les lignes ont été abandonnées par faute d'entretien.
En septembre 2007 une compagnie minière a proposé de construire une voie de chemin de fer afin de relier une mine productrice de cuivre et de molybdène située à Yandera au port de Madang situé à 100 km de là.

## Transport fluvial et maritime